# زياد أبو زياد
زياد علي خليل أبو زياد (وُلد في 3 أبريل 1940 في العيزرية) صحفي، ومحامي وسياسي فلسطيني. شغل منصب وزير دولة ضمن حكومة ياسر عرفات الثالثة بين 9 أغسطس 1998 و13 يونيو 2002.
اُنتخب عضوًا في المجلس التشريعي الفلسطيني بعد الانتخابات العامة الفلسطينية عام 1996 حيث حصل على 8,434 صوتًا في دائرة محافظة القدس.
اعتمدت اللجنة المركزية لحركة فتح في 29 يناير 2006، قرار المجلس الثوري السادس لحركة فتح الصادر في 7 نوفمبر 2005، اعتبار كل من رشح نفسه للانتخابات التشريعية الفلسطينية الثانية ولم يلتزم بقرارات الحركة، اعتباره خارج صفوف الحركة وأطرها.
في 7 فبراير 2007، قرر أمين سر اللجنة المركزية لحركة فتح فاروق القدومي إعادة الاعتبار التنظيمي لكل من فُصل من الحركة عام 2006 جراء ترشحه خارج كتلة حركة فتح البرلمانية في الانتخابات التشريعية الفلسطينية 2006.
في عام 1994 أسس مع الصحفي فيكتور زيجلمان مجلة فلسطين-إسرائيل الفصلية.